# Хлопотнов, Денис Юрьевич
Денис Юрьевич Хлопотнов (род. 27 января 1978, Москва) — российский хоккейный вратарь; тренер вратарей. Сын футболиста Юрия Хлопотнова.

## Биография

### Карьера в клубах
Воспитанник ХК ЦСКА, тренер С. Н. Гимаев. Начинал профессиональную карьеру в ЦСКА. В 16 лет сыграл первый матч в основном составе команды В. В. Тихонова.
На драфте НХЛ 1996 года был выбран под общим 209 номером клубом «Флорида Пантерз». В сезоне 1998/99 в составе «Маскиган Фьюри» выиграл чемпионский кубок United Hockey League. Получил приз лучшего вратаря лиги. После годичных выступлений в Северной Америке вернулся в ЦСКА.
Сезон 2001/02 провёл в составе магнитогорского «Металлурга», с которым становился бронзовым призёром чемпионата России и победителем Лиги чемпионов.
В сезоне 2002/03 подписал контракт с московским «Спартаком», но из-за травмы колена не смог выступать за клуб.
Последним профессиональным клубом в карьере Хлопотнова стал воскресенский «Химик» в сезоне 2003/04.
С 2009—2014 играл в лиге РТХЛ за команды «Велком», «Газовик».

### В сборных
В 1996 году в составе юниорской сборной России стал чемпионом Европы.
В 1996 году было присвоено звание мастер спорта России.
В 1997 году в составе молодёжной сборной России стал бронзовым призёром чемпионата мира. Участник Всемирной Универсиады 1997 года в Муджу (четвёртое место).
В 1998 году в составе молодёжной сборной России стал серебряным призёром чемпионата мира.
В 2001 году входил в основный состав сборной команды России на чемпионате мира.

## Карьера тренера
С 2009 — тренер на базе Детской спортивной школы Калуги и Лобни. Сезон 2015/17 работал в СДЮШОР «Русь», с 2017 по 2019 год тренер в спортивной школе «Белые Медведи». В 2019—2021 годах — тренер вратарей академии «Спартака» Москва. Сезон 2021-22 — тренер вратарей команды «Арлан» Кокшетау, серебряные медали PRO LIGASY Казахстан. В данный момент назначен тренером вратарей команды МХЛ «Кузнецкие медведи».

## Образование
- Московская государственная академия физической культуры (1998).
- Московский экстерный гуманитарный университет (1995—1999, детская и дошкольная психология)
- Высшая школа тренеров (Екатеринбург, 2019)